# Didier Zokora
Didier Zokora, né le 14 décembre 1980 à Abidjan en Côte d'Ivoire, est un ancien footballeur international ivoirien. Son poste de prédilection était milieu défensif, mais il pouvait également jouer défenseur central.
Zokora, surnommé le Maestro, est principalement connu pour ses passages au KRC Genk, à l'AS Saint-Étienne, à Tottenham Hotspur et au Séville FC. Il est un membre incontournable de l'équipe nationale de Côte d'Ivoire de 2000 à 2014 aux côtés de Didier Drogba, les frères Touré Yaya et Kolo ou encore Salomon Kalou. Il détient le record de sélections avec 153 matchs joués avec les Éléphants.

## Biographie

### D'Abidjan à Genk
Le jeune Didier Deguy Zokora a fait ses classes à l'Académie Mimosifcom à Abidjan. Très rapidement remarqué pour ses qualités physiques et techniques, il signe lors de l'été 2000, à 20 ans avec le club belge du KRC Genk.
Dès sa première saison (2000-2001), il s'impose comme titulaire. Sa seconde saison sera tout simplement exceptionnelle[réf. nécessaire]. Il est toujours aussi impressionnant et termine champion de Belgique.

### La Ligue des Champions
Ainsi la saison suivante, il joue la Ligue des champions. Bien qu'éliminé au premier tour, Genk aura malgré tout joué des matchs historiques, comme face au Real Madrid. Cependant, le club ne réussit pas à garder son titre en championnat.
La saison 2003-2004, encore très pleine avec Genk, sera ponctuée par un fait marquant dans la carrière de Didier. Il marque, ce qui représente jusqu'à aujourd'hui, le seul et unique but de sa carrière !
À la suite de cette saison pleine mais peu excitante, il décide de partir dans un club plus huppé, pour continuer à progresser. De nombreux clubs le contactent dont l'AJ Auxerre et l'Olympique de Marseille, mais il rejoint finalement l'AS Saint-Étienne.

### Zokora en Vert
Le Maestro, en arrivant de Genk, régnait en maître au milieu du terrain, quadrillant parfaitement les milieux offensifs adverses. Son abattage si important durant chaque rencontre rendant la vie nettement plus facile aux autres milieux qui pouvaient davantage participer aux tâches offensives.
Immédiatement après son transfert évalué à quelque 2 millions d'euros, Didier prend une place prépondérante dans l'équipe. Sa première saison est tout bonnement excellente, le club finissant à la 6e place. Durant l'été 2005, de nombreux clubs feront le forcing pour le recruter dont l'AS Monaco. Les dirigeants stéphanois resteront fermes et arriveront à convaincre l'ivoirien de rester une saison encore. Didier prolonge même son contrat avec une augmentation salariale à la clé. 
Sa seconde saison sera mitigée au vu des résultats du club. Il manque beaucoup au club quand il part jouer la Coupe d'Afrique des nations en 2006. Cependant, ses prestations personnelles seront toujours appréciées. Et à la fin de cette saison, plusieurs grands clubs souhaitent sa venue. La Juventus, le Real Madrid, Chelsea, Manchester United et l'insistant Arsenal d'Arsène Wenger, sont sur les rangs. Finalement, après une longue réflexion, il opte pour Tottenham Hotspur, qui a dû débourser près de 12 millions d'euros, soit une plus-value de près de 10 millions d'euros en 2 ans pour l'ASSE.

### Zokora découvre la Premier League
Didier Zokora rejoint donc Tottenham Hotspur à l'été 2006. Il joue son premier match pour le club le 19 août 2006, lors de la première journée de la saison 2006-2007 de Premier League, face au Bolton Wanderers. Il est titularisé mais son équipe est battue par deux buts à zéro.

Comme à son habitude, il s'impose dès sa première saison comme titulaire et le club termine à la 5e place. Lors de l'été 2007, il est courtisé par les clubs espagnols de Valence CF et le Séville FC de Juande Ramos.
Lors de sa seconde saison (2007-2008), Martin Jol a été licencié par le club londonien et remplacé par Juande Ramos, qui maintiendra sa confiance à l'ancien stéphanois qu'il a souhaité recruter quelques mois plus tôt. Il participe également à la coupe de l'UEFA avec le club londonien.

### Zokora en Espagne
Le 8 juillet 2009, le joueur ivoirien est transféré au Séville FC pour une durée de 4 saisons. Son transfert est évalué à 9 millions d'euros avec une clause libératoire de 30 millions d'euros.

### Zokora en Turquie
Le 31 mai 2011, Zokora est transféré pour un montant de 5,5 M€ en Turquie, au Trabzonspor pour une durée de quatre ans. En commun accord avec le club, il résilie son contrat fin avril 2014.

### Zokora en India
Il a joué pour des clubs tels que Pune City et NorthEast Utd, a joué un total de 27 matchs et a marqué 3 buts.

### En sélection
Avec l'équipe nationale de Côte d'Ivoire, Zokora est finaliste de la coupe d'Afrique des nations en 2012. Les Ivoiriens s'inclinent aux tirs au but face à la Zambie d'Hervé Renard.
Le 8 septembre 2014, Zokora annonce sa retraite internationale, après avoir joué pendant 15 ans pour la Côte d'Ivoire,.

## Palmarès
ASEC Mimosas
- Supercoupe de la CAF
  - Vainqueur en 1999

 KRC Genk
- Championnat de Belgique
  - Champion en 2002

 Tottenham Hotspur
- League Cup
  - Vainqueur en 2008

Finaliste de la league Cup 2009 
 Séville FC
- Coupe d'Espagne
  - Vainqueur en 2010

 Côte d'Ivoire
- Coupe d'Afrique des nations
  - Finaliste en 2006
  - Finaliste en 2012